# Эстонский футбольный союз
Эсто́нский футбо́льный сою́з (эст. Eesti Jalgpalli Liit) — организация, осуществляющая контроль и управление футболом в Эстонии. Располагается в Таллине. ЭФС основан в 1921 году, член ФИФА с 1923, а УЕФА с 1992 года. Восстановлен в 1992 году. Союз организует деятельность и управляет национальными сборными по футболу, в их число входит и главная национальная сборная. Под эгидой союза проводятся соревнования в Мейстрилиге, Эсилиге, Кубке Эстонии и Суперкубке Эстонии.